# Sandawe

Distribución del pueblo sandawe mostrado en gris en el centro de Tanzania..

El pueblo sandawe o sandwe es un grupo étnico nativo de la región de Dodoma en Tanzania (África Oriental). Son hablantes del idioma sandawe, una lengua tonal aislada con chasquido consonántico, cuya población fue estimada en unas 40 mil personas a finales del siglo XX con un crecimiento estimado hasta 78.000 integrantes a 2016. Crían ganado, ovejas y otros animales además de practicar la agricultura tropical. Complementan su economía con la caza,  la pesca y la recolección. Los antiguos grabados rupestres del centro y norte de Tanzania son atribuidos al pueblo sandwe y sus ancestros de habla khoisán.  

## Tradiciones y costumbres
Tradicionalmente han sido cazadores-recolectores y su distanciamiento con otras etnias muestra un aislamiento que se remonta miles de años atrás. Su ropa tradicional era de una hierba llamada hika, plumas y pieles, y las prácticas cosméticas dominantes incluyen afeitarse el cabello, perforar el lóbulo de la oreja y tatuarse la cara. El alimento básico es el mijo, complementado con grasa, leche y mantequilla. Muchos aspectos de su cultura actual muestran la influencia de sus vecinos bantúes y sus casas con generalmente de madera con techos de barro. A menudo los hombres se ocupan de los animales mediante el cuidado de ganado, cabras y ovejas; además cazan y limpian la tierra; mientras que las mujeres cultivan y recolectan.

## Origen y relaciones

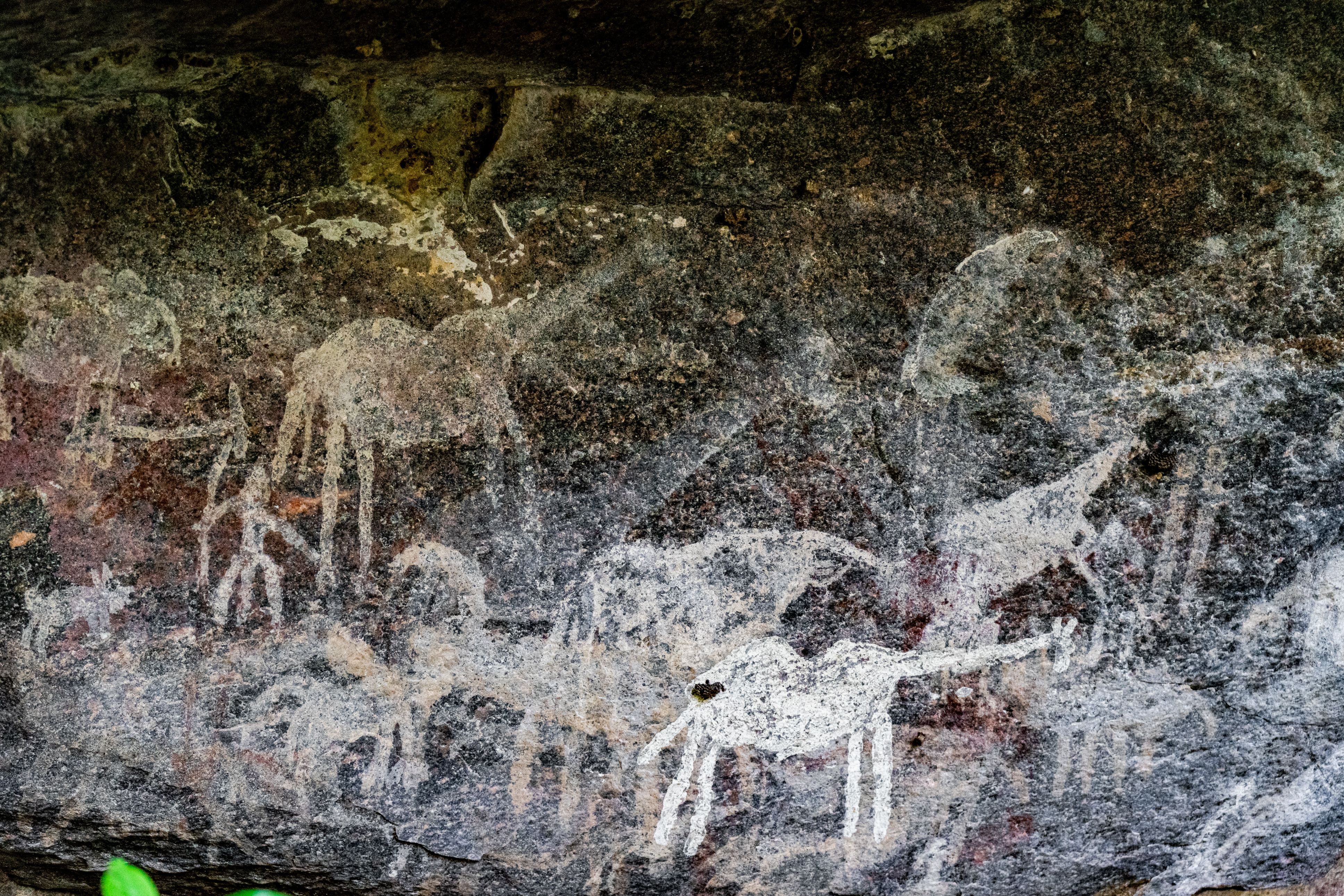
Arte rupestre en Kondoa

Los sandawe provienen de antiguos pueblos llamados colectivamente hadza/sandawe (khoi khoi y san) que poblaron la región antes del advenimiento de la llamada invasión bantú hace más de 3000 años, de tal manera que este pueblo y los hadza, son las únicas etnias que han conservado sus lenguas de chasquidos en África Oriental. Lingüísticamente se considera que el idioma sandawe está aislado, aunque se ha postulado que podría estar relacionado con las lenguas kxoe del África austral, dentro de la macrofamilia khoe-kwadi.
De acuerdo con la genética poblacional, los pueblos sandawe tiene su mayor cercanía con los hadza, con quienes comparten una importante presencia del linaje matrilineal L4b2 y el patrilineal B2b, sin embargo, esta cercanía parece en realidad antigua y la ascendencia común de ambas poblaciones se remontaría a más de 35 000 años.
La adopción de la cría de animales y la agricultura tuvo lugar con el contacto con comunidades de habla cusita y bantú, alrededor del siglo XII. Tradicionalmente adoptaron una organización social caracterizada por el levantamiento de aldeas autónomas, generalmente gobernadas por la familia más influyente. En su entorno dejaron grabados rupestres con representaciones de contenido social y religioso.

## Territorio
Las comunidades sandawe se localizan en la sabana de la región de Dodoma, distrito de Kondoa; así como  entre los ríos Bubu y Mponde (Nponde), y orillas del lago Kitangiri en la región de Singida en el centro-norte de Tanzania.

### Arte rupestre sandawe

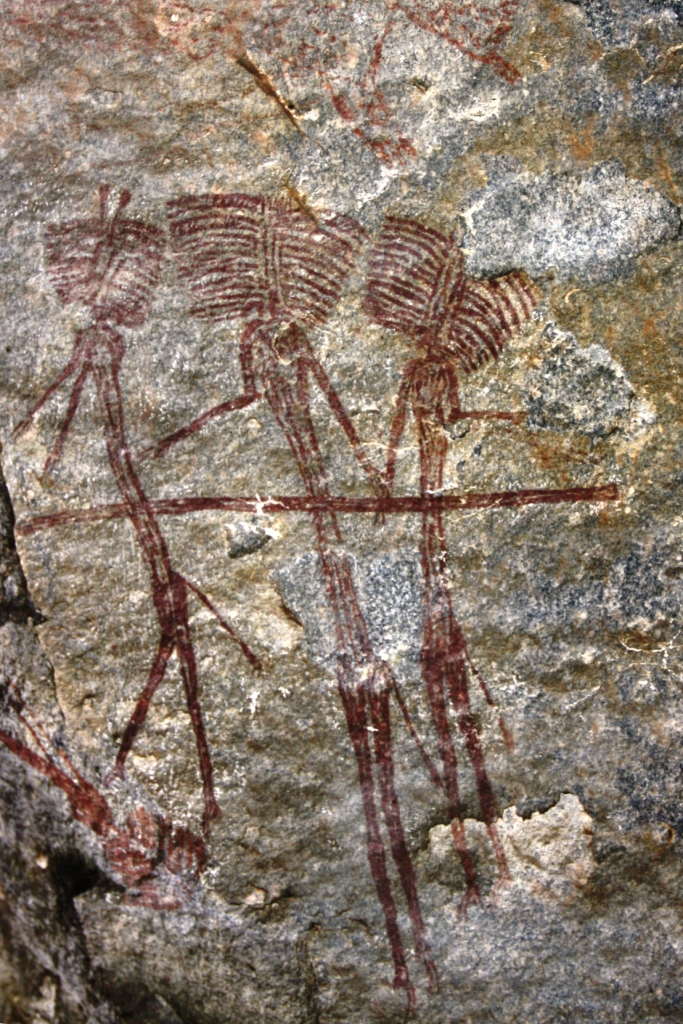
Pinturas rupestres de Kondoa

Se atribuye a los sandawe y sus ancestros san de lenguas khoikhoi la autoría de las pinturas y grabados rupestres presentes en el centro y norte de Tanzania. Ejemplo de ello son los realizados en el  sitio de arte rupestre de Kondoa, que se extienden entre cuevas y refugios rocosos en una zona de 2.336 km². Aunque sin datación definitiva, los estudios interpretativos de las figuras y escenas representadas permiten estimar que se iniciaron en la etapa de cazadores recolectores, previa a la llegada de pueblos con conocimientos de la metalurgia. Este marco temporal se fijó entre 3.000 y 2.500 años de antigüedad.
Los estudios arqueológicos agregan que estos espacios de arte rupestre servían por su abrigo y protección como campamentos temporales y de bases familiares durante la llamada reciente Edad de Piedra africana.
En el siglo XXI el pueblo sandawe  mantiene actividades rituales asociadas a estos enclaves rupestres. Si bien algunos investigadores sostiene que los sandawe dejaron de practicar el arte rupestre, hallazgos como el de Amak'hee, en la reserva de caza Swaga Swaga, en 2018, además de antiguas figuras antropomorfas asociadas a la cultura de Kondoa, aparecen dibujos modernos, probablemente hechos por niños que incluyen un avión, una pelota y una figura humana. Este último sitio rupestre, además, funcionó como residencia de una familia sandawe hasta las décadas de 1970 o 1980.
El arte rupestre asociado a los pueblos san y sus descendientes sandawe ofrecen una información valiosa sobre los métodos de caza con lanza y arco, así como sobre ciertos tipos de trampas. Y aunque con menor frecuencia, también sobre las técnicas de adquisición de otros alimentos, como la recolección de tubérculos y miel. Algunas de las actividades indicadas por las pinturas pueden compararse con las prácticas recientes o actuales de los pueblos del África oriental.

## Religión

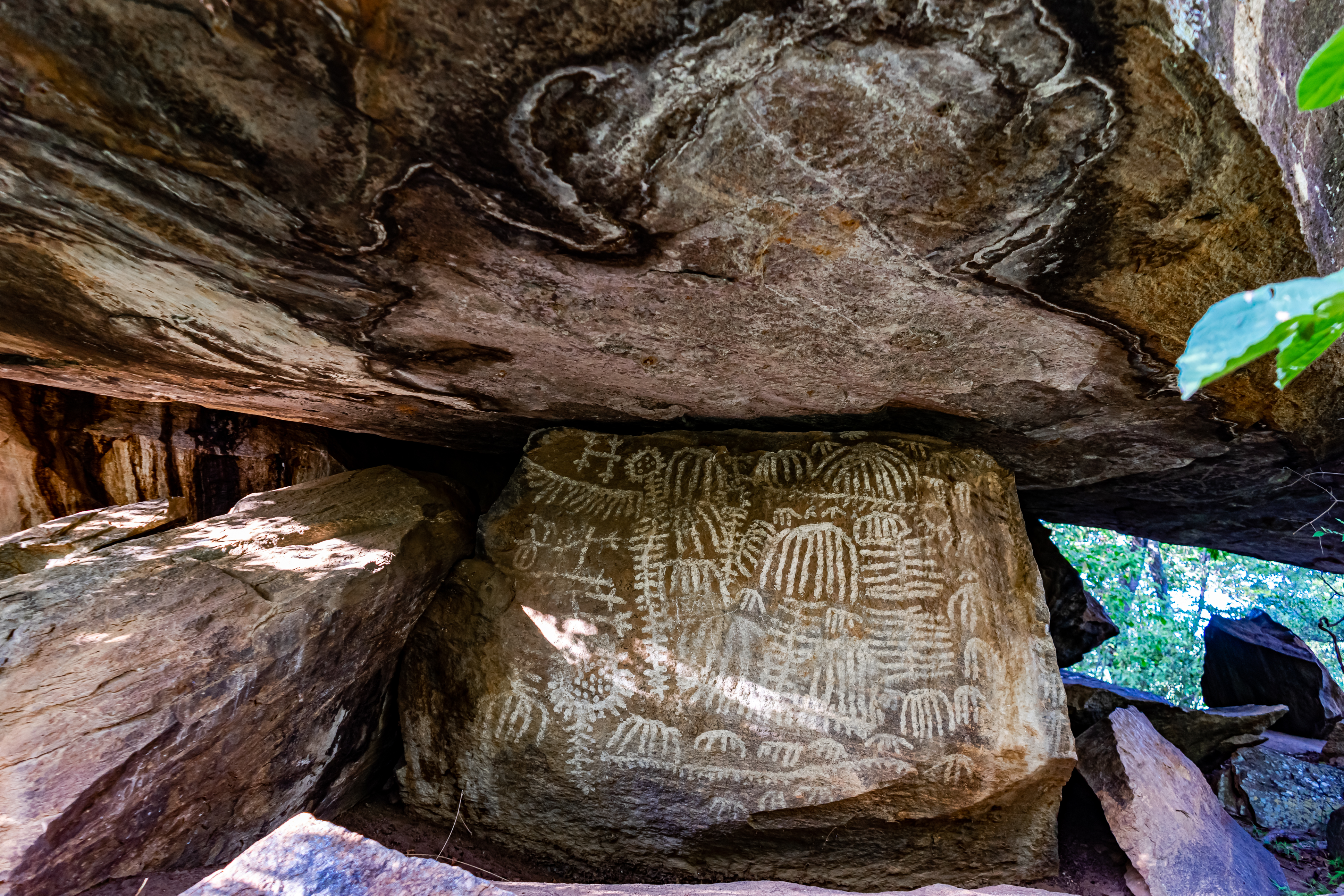
Pinturas en el sitio de arte rupestre de Kondoa

El pueblo sandawe mantiene su espiritualidad o religión tradicional. También existen pequeñas comunidades que han adoptado el cristianismo (15%) o el islamismo (25%).